# Premio Matilde Hidalgo
El Premios Matilde Hidalgo es una premio ecuatoriano, se entregan anualmente varios premios y medallas. fue creado en homenaje a la doctora Matilde Hidalgo. 
La Condecoración Dra. Matilde Hidalgo de Prócel es uno de las mayores distinciones otorgados por el legislativo ecuatoriano originalmente por el Congreso Nacional y hoy en día por la Asamblea Nacional, se entrega a mujeres que se han destacado en actividades políticas, culturales, educativas, empresariales, económicas, científicas, investigativas, laborales, sociales y deportivas.

## Premio Matilde Hidalgo - Rama Legislativa del Ecuador

### Galardonadas

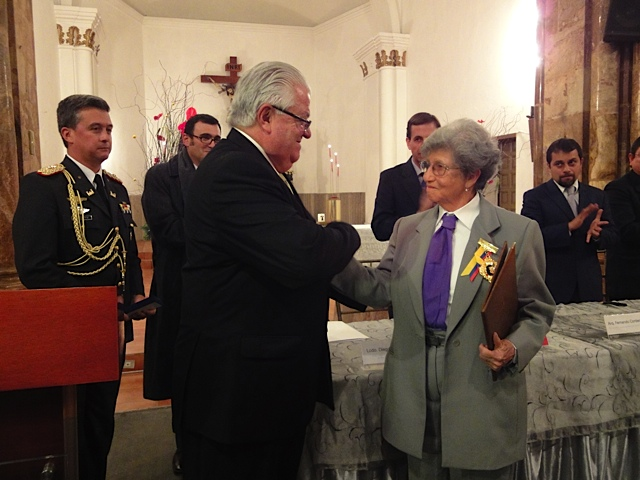
Fernando Cordero Cueva, expresidente de la Asamblea de Ecuador entregando la Condecoración Dra. Matilde Hidalgo de Procel

| Congreso Nacional | Congreso Nacional                               | Congreso Nacional |
| Año               | Condecoración doctora Matilde Hidalgo de Prócel | Género            |
| ----------------- | ----------------------------------------------- | ----------------- |
| 2002              | Aminta Buenaño                                  | Mérito Literario  |
| 2005              | Sor Luisa Muñoz Sánchez                         | Mérito Social     |
| 2007              | Sonia Roca                                      | Mérito Educativo  |

| Asamblea Nacional | Asamblea Nacional                               | Asamblea Nacional   |
| Año               | Condecoración doctora Matilde Hidalgo de Prócel | Género              |
| ----------------- | ----------------------------------------------- | ------------------- |
| 2012              | Isabel Noboa                                    | Mérito Empresarial  |
| 2017              | Irina Bokova                                    | Mérito Social       |
| 2017              | Beatriz Parra                                   | Música              |
| 2017              | Las Tres Marías                                 | Música              |
| 2017              | Lidia Noboa                                     | Música              |
| 2017              | Jannet Alvarado                                 | Música              |
| 2017              | Rosy Revelo                                     | Artes Plásticas     |
| 2017              | Gina María Villacís                             | Artes Plásticas     |
| 2017              | Eugenia Viteri                                  | Literatura y letras |
| 2017              | Sara Vanegas Coveña                             | Literatura y letras |
| 2017              | Leonor Bravo Velásquez                          | Literatura y letras |
| 2017              | María Fernanda Restrepo                         | Cine                |
| 2017              | Mónica Vázquez                                  | Cine                |
| 2017              | Karla Gachet                                    | Fotografía          |
| 2017              | Silvana Hidalgo                                 | Ciencia             |
| 2018              | Laura Pausini                                   | Música              |
| 2018              | Mirella Cesa                                    | Música              |
| 2018              | Ada Yonath                                      | Ciencia             |
| 2019              | Mónica Amboya                                   | Deporte             |
| 2019              | Diana Aguavil                                   | Mérito Social       |
| 2020              | Jacqueline Costales                             | Literatura y letras |
| 2021              | Jodie Padilla Lozano                            | Mérito Cultural     |

## Premio Matilde Hidalgo - Secretaría de Educación Superior, Ciencia, Tecnología e Innovación (SENESCYT)
El Premio Matilde Hidalgo es un galardón que se entrega a personas o instituciones que contribuyen con el desarrollo de la educación superior, la ciencia, la tecnología y la innovación en Ecuador.
Es entregado anualmente desde 2016 por la Secretaría de Educación Superior, Ciencia, Tecnología e Innovación.

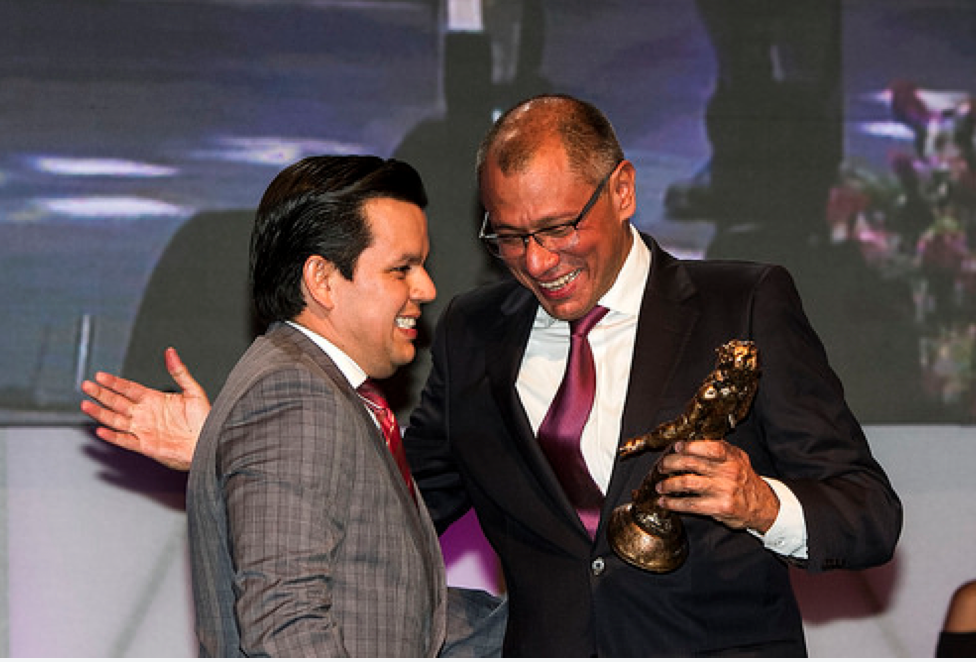

Se entregan en dos categorías: institucional y de trayectoria. A su vez, se han creado 14 subcategorías, entre las que se destacan: la excelencia académica, la vinculación con la sociedad, producción y divulgación científica latinoamericana y mundial, científico del año, en otros reconocimientos que serán acreedores los ciudadanos que aportan al desarrollo del Ecuador. Entre las categorías a premiar, se encuentra el reconocimiento a estudiantes que alcanzaron el puntaje perfecto en el Examen Nacional para la Educación Superior (ENES).
Los ganadores son considerados a través de un comité externo de selección, conformado por autoridades de la Secretaría de Educación Superior, Ciencia, Tecnología e Innovación; Consejo de Educación Superior (CES) y del Consejo de Evaluación, Acreditación y Aseguramiento de la Calidad de la Educación Superior (CEAACES). El premio Matilde Hidalgo tiene dos categorías principales y catorce subcategorías.

## Premio Matilde Hidalgo de Procel - Municipalidad de Machala
Desde el 2002
el Municipio de Machala entrega el premio Matilde Hidalgo de Procel  por  en homenaje al Día Internacional de la Mujer. Y se entrega a quien o a quienes realizaron un trabajo encaminado a favorecer a la mujer desde distintos frentes, sean estos de reinserción social, económicos, migratorios o discrimen. El municipio realiza una convocatoria en la que los ciudadanos pueden realizar postulaciones y los ganadores son escogidos por la Comisión de Equidad de Género de la Municipalidad de Machala.

## Premio Matilde Hidalgo de Procel - Municipalidad de Casa de la Cultura Ecuatoriana (CCE Loja)
La Casa de la Cultura Benjamin Carrión Núcleo de Loja entrega La condecoración Matilde Hidalgo de Procel, es el máximo reconocimiento que entrega el Núcleo Provincial a la mujer lojana que desarrolla una tarea cultural significativa en Loja y el país